# Bandai Visual
Bandai Visual Co., Ltd. (яп. バンダイビジュアル株式会社 бандай бидзюару кабусики гайся) — японская кинокомпания-распространитель фильмов и аниме, основанная Bandai Company, Limited и являющаяся подразделением Bandai Namco Holdings, Inc.. Штаб-квартира находится в Минато (Токио).
После реорганизации Bandai Namco Holdings в 2006 году, Bandai Visual возглавляет визуальный и музыкальный отдел Bandai, в том числе аниме-студию студия Sunrise и лейблы звукозаписи Emotion Music Co., Ltd. и Lantis.
В 2018 году было объявлено о реструктуризации дочерних компаний Bandai Namco и создании нового подразделения Bandai Namco Arts, в состав которого вошли Bandai Visual и звукозаписывающий лейбл Lantis.
Bandai Visual в настоящее время полностью принадлежит Bandai Namco Holdings..

## Филиалы
- Bandai Entertainment
- Beez Entertainment
- Honnêamise